# Polo aquático nos Jogos Asiáticos de 2018
Polo aquático nos Jogos Asiáticos de 2018 foi realizado no Estádio Aquático Gelora Bung Karno, Complexo Esportivo Gelora Bung Karno, Jacarta, Indonésia, de 16 de agosto a 1º de setembro. Dez nações participaram em dois eventos: o masculino e o feminino. O masculino teve uma disputa entre 9 equipes, já o feminino foi competido entre 6 times.

## Cronograma
| ● | Rodadas | ● | Rodada Final | ¼ | Quartas de final | ½ | Semifinais | F | Finais |

| Evento↓/Data → | 16º qui | 17º sex | 18º sab | 19º dom | 20º seg | 21º ter | 22º qua | 23º qui | 24º sex | 25º sab | 26º dom | 27º seg | 28º ter | 29º qua | 30º qui | 31º sex | 1º sav |
| -------------- | ------- | ------- | ------- | ------- | ------- | ------- | ------- | ------- | ------- | ------- | ------- | ------- | ------- | ------- | ------- | ------- | ------ |
| Homens         |         |         |         |         |         |         |         |         |         | ●       | ●       | ●       | ●       | ●       | ¼       | ½       | F      |
| Mulheres       | ●       | ●       |         | ●       | ●       | ●       |         |         |         |         |         |         |         |         |         |         |        |

## Quadro de medalhas
| Evento    | Ouro | Prata | Bronze |
| --------- | --- | --- | --- |
| Masculino | KAZ Cazaquistão Pavel Lipilin Yevgeniy Medvedev Ruslan Akhmetov Roman Pilipenko Miras Aubakirov Alexey Shmider Murat Shakenov Altay Altayev Rustam Ukumanov Mikhail Ruday Ravil Manafov Yulian Verdesh Valeriy Shlemov | JPN Japão Katsuyuki Tanamura Seiya Adachi Harukiirario Koppu Mitsuaki Shiga Takuma Yoshida Atsuto Iida Takumu Miyazawa Mitsuru Takata Atsushi Arai Yusuke Inaba Keigo Okawa Kenta Araki Tomoyoshi Fukushima                                           | IRI Irã Omid Lotfpour Peyman Asadi Amir Hossein Rahbar Hamed Malek-Khanbanan Amir Hossein Keyhani Ali Pirouzkhah Amir Dehdari Mehdi Yazdankhah Soheil Rostamian Mohammad Javad Abbasi Arshia Almasi Hossein Khaledi Shayan Ghasemi |
| Feminino  | CHN China Peng Lin Zhai Ying Mei Xiaohan Xiong Dunhan Niu Guannan Guo Ning Nong Sanfeng Zhang Cong Wang Huan Zhang Danyi Chen Xiao Zhang Jing Shen Yineng                                                              | KAZ Cazaquistão Alexandra Zharkimbayeva Oxana Saichuk Aizhan Akilbayeva Anna Turova Anastassiya Yeremina Darya Roga Anna Novikova Sivilya Raiter Shakhzoda Mansurova Zamira Myrzabekova Anastassiya Mirshina Anastassiya Murataliyeva Azhar Alibayeva | JPN Japão Minami Shioya Yumi Arima Akari Inaba Shino Magariyama Chiaki Sakanoue Minori Yamamoto (polo aquático Maiko Hashida Yuki Niizawa Kana Hosoya Misaki Noro Marina Tokumoto Kotori Suzuki Miyuu Aoki                         |

| Ordem | Nação       | Ouro | Prata | Bronze | Total |
| 1     | Cazaquistão | 1    | 1     | 0      | 2     |
| 2     | China       | 1    | 0     | 0      | 1     |
| 3     | Japão       | 0    | 1     | 1      | 2     |
| 4     | Irã         | 0    | 0     | 1      | 1     |

## Sorteio
Foi realizada uma cerimônia em 5 de julho de 2018, para determinar os grupos para a competição masculina. As foram classificadas com base dos resultados da edição passada do eventos. As competição feminina era formada apenas por um grupo.
| Grupo A - Cazaquistão (1) - Coreia do Sul (4) - Singapura - Irã | Grupo B - Japão (2) - China (3) - Arábia Saudita - Hong Kong - Indonésia |

## Classificação final

### Homens
| Classificação | Time                | Vitorias | Empates | Derrotas | Jogadas |
| ------------- | ------------------- | -------- | ------- | -------- | ------- |
| 1             | Cazaquistão         | 6        | 0       | 0        | 6       |
| 2             | Japão               | 6        | 0       | 1        | 7       |
| 3             | Irã                 | 4        | 0       | 2        | 6       |
| 4             | China               | 4        | 0       | 3        | 7       |
| 5             | República da Coreia | 3        | 0       | 3        | 6       |
| 6             | Singapura           | 1        | 0       | 5        | 6       |
| 7             | Arábia Saudita      | 2        | 1       | 4        | 7       |
| 8             | Indonésia           | 1        | 1       | 5        | 7       |
| 9             | Hong Kong           | 0        | 0       | 4        | 4       |

### Mulheres
| Classificação | Time        | Vitorias | Empates | Derrotas |
| 1             | China       | 5        | 0       | 0        |
| 2             | Cazaquistão | 4        | 0       | 1        |
| 3             | Japão       | 3        | 0       | 2        |
| 4             | Tailândia   | 2        | 0       | 3        |
| 5             | Indonésia   | 1        | 0       | 4        |
| 6             | Hong Kong   | 0        | 0       | 5        |

## Links externos
- Polo aquático nos Jogos Asiáticos de 2018
- Livro de Resultados Oficial – Polo Aquático